# Спортивне скелелазіння на літніх Олімпійських іграх 2020
Змагання зі спортивного скелелазіння на літніх Олімпійських іграх 2020 року провели уперше. Розіграли медалі у двох дисциплінах — чоловічому і жіночому багатоборстві. Спортсмени пройшли три дисципліни скелелазіння: лазіння на трудність, лазіння на швидкість і болдеринг. Переможця визначають, перемножаючи місця, що їх посів спортсмен у кожному виді. Виграє той, у кого це число найменше. Цей формат раніше випробували на Літніх юнацьких Олімпійських іграх 2018 року.

## Формат
3 серпня 2016 року Міжнародний олімпійський комітет (МОК) офіційно оголосив, що спортивне скелелазіння стане видом спорту на літніх Олімпійських іграх 2020 року. Цьому посприяла Міжнародна федерація спортивного скелелазіння, яка 2015 року запропонувала ввести цей вид спорту до олімпійської програми.
Рішення об'єднати в одне багатоборство три дисципліни — лазіння на трудність, болдеринг і лазіння на швидкість — розкритикували у світі скелелазіння.
Скелелазка Лінн Гілл сказала, що рішення ввести до програми лазіння на швидкість схоже на «необхідність бігунові на середні дистанції брати участь у спринті». Подібні настрої висловив Адам Ондра, заявивши в інтерв'ю, що будь-який інший варіант був би кращим за багатоборство. Зазвичай ті, хто спеціалізуються на булдерингу, можуть бути сильними й у лазінні на трудність, але в лазінні на швидкість все ж виступають і виграють інші спортсмени з вузькою спеціалізацією. Скелелазка Шона Коксі заявила: «Жоден боулдерингіст не перейшов на швидкість і трудність, і жоден швидкісник не перейшов на боулдеринг і трудність».
Члени IFSC пояснили, що Олімпійський комітет надав можливість розіграшу тільки одного комплекту медалей для кожної статі, і вони не хочуть викреслювати лазіння на швидкість. Метою IFSC на Олімпійських іграх 2020 року було передусім зробити скелелазіння і три його дисципліни олімпійськими видами спорту; формат можна буде змінити згодом. Ця тактика виявилася успішною: вони отримали другий комплект медалей на літніх Олімпійських іграх 2024 року, і в Парижі лазіння на швидкість стане окремою дисципліною, відмінною від змагань, що поєднують лазіння на трудність і булдеринг.
Остаточні результати розраховано шляхом множення місць скелелазів у кожній дисципліні скелелазіння. Переможцем стане той, у кого це число найменше.

## Кваліфікація
У спортивному скелелазінні розігрувалось 40 квот. Кожен національний олімпійський комітет міг одержати щонайбільше по 2 квоти в кожній дисципліні (чоловіків та жінок). За підсумками кваліфікації в Токіо взяло участь по 20 спортсменів: 18 з кваліфікації, 1 від країни-господарки (Японія) і 1 запрошений спеціальною комісією.
Чемпіонат світу зі скелелазіння 2019 року став першим кваліфікаційним турніром, в якому було розіграно по 7 квот для чоловіків і жінок за підсумками змагань у багатоборстві.

## Розклад
| Q | Кваліфікація | Ф | фінал |

| Дата     | 2 серпня | 2 серпня | 2 серпня | 3 серпня | 3 серпня | 3 серпня | 4 серпня | 4 серпня | 4 серпня | 5 серпня | 5 серпня | 5 серпня |
| -------- | -------- | -------- | -------- | -------- | -------- | -------- | -------- | -------- | -------- | -------- | -------- | -------- |
| чоловіки | S        | B        | L        |          |          |          | S        | B        | L        |          |          |          |
| жінки    |          |          |          | S        | B        | L        |          |          |          | S        | B        | L        |

- S = лазіння на швидкість, B = болдеринг, L = лазіння на трудність

## Країни-учасниці
- Австралія  (2)
- Австрія  (2)
- Канада  (2)
- Китай  (2)
- Чехія  (1)
- Франція  (4)
- Німеччина  (2)
- Велика Британія  (1)
- Італія  (3)
- Японія  (4)  Host
- Казахстан  (1)
- Польща  (1)
- Олімпійський комітет Росії  (3)
- Словенія  (2)
- ПАР  (2)
- Південна Корея  (2)
- Іспанія  (1)
- Швейцарія  (1)
- США  (4)

## Медальний залік

### Таблиця медалей
*   Країна-господарка (Японія)
| Місце               | Країна              | Золото | Срібло | Бронза | Загалом |
| ------------------- | ------------------- | ------ | ------ | ------ | ------- |
| 1                   | Іспанія             | 1      | 0      | 0      | 1       |
| 1                   | Словенія            | 1      | 0      | 0      | 1       |
| 3                   | Японія*             | 0      | 1      | 1      | 2       |
| 4                   | США                 | 0      | 1      | 0      | 1       |
| 5                   | Австрія             | 0      | 0      | 1      | 1       |
| Загалом (5 збірних) | Загалом (5 збірних) | 2      | 2      | 2      | 6       |

### Медалісти
| Event    | Золото                     | Срібло                 | Бронза             |
| -------- | -------------------------- | ---------------------- | ------------------ |
| Чоловіки | Альберто Хінес Лопес (ESP) | Натаніел Коулман (USA) | Якоб Шуберт (AUT)  |
| Жінки    | Яня Гарнбрет (SLO)         | Міхо Монака (JPN)      | Акійо Ноґучі (JPN) |